# José Miguel Chasco
José Miguel Chasco, nacido en la localidad navarra de Galbarra (España), es un ex ciclista profesional entre los años 1961 y 1963, durante los que no logró ninguna victoria.
Destacó sobremanera en su época de amateur pero en su paso al profesionalismo no logró cumplir las expectativas y se retiró tras tres años de profesional.

## Palmarés
No consiguió ninguna victoria como profesional.

## Resultados en Grandes Vueltas y Campeonato del Mundo
Durante su carrera deportiva ha conseguido los siguientes puestos en las Grandes Vueltas y en los Campeonatos del Mundo en carretera:
| Carrera         | 1961 | 1962 | 1963 |
| --------------- | ---- | ---- | ---- |
| Giro de Italia  | -    | -    | -    |
| Tour de Francia | -    | -    | -    |
| Vuelta a España | -    | -    | -    |
| Mundial en Ruta | -    | -    | -    |

-: No participa

## Equipos
- Funcor-Munguia (1961-1962)
- Pinturas Ega (1963)